# Station Tanjung Karang
Station Tanjung Karang is een spoorwegstation in Kedaton in de Indonesische provincie Lampung.